# Zelfportret met strohoed
Zelfportret met strohoed (Frans: Autoportrait au chapeau de paille) is een zelfportret van de Franse kunstschilderes Élisabeth Vigée-Lebrun, geschilderd na 1782, in olieverf op linnen, 97,8 bij 70,5 centimeter groot. Het behoort sinds 1897 tot de collectie van de National Gallery te Londen. De Britse titel aldaar is Self Portrait in a Straw Hat

## Context
Vigée-Le Brun vertelt in haar memoires dat de kunstschilder Claude Joseph Vernet haar op enig moment adviseerde om de Vlaamse meesters te gaan bestuderen. In 1782 toog ze vervolgens met haar man naar Brussel. Daar zag ze Peter Paul Rubens portret Susanna Fourment met een strohoed (1622-1625), waarvan ze bijzonder onder de indruk raakte. "Het effect van dit schilderij", zo schrijft ze, "ligt in de twee verschillende belichtingswijzen die het eenvoudige daglicht en het zonlicht creëren. Het schilderij heeft op mij een dusdanige indruk gemaakt dat ik bij het schilderen van mijn eigen portret naar dezelfde effecten op zoek ben gegaan". Ze heeft het hier over haar "Zelfportret met een strohoed", waarvan ze ter plekke te Brussel een eerste versie maakte, als een soort van vrije imitatie van het werk Rubens. Het hier besproken schilderij is een replica van dat die eerste versie, geschilderd toen ze weer terug was in Parijs. In dezelfde periode maakte ze ook nog een sterk gelijkend portret van de hertogin van Polignac, getooid met dezelfde strohoed, in een vergelijkbare uitstraling.

## Beschrijving
Zelfportret met een strohoed kan op de eerste plaats worden gezien als een studie naar het effect van het licht, in de geest van Rubens. Mede doordat haar ogen in de schaduw van de hoed vallen, wordt de blik van de kijker direct getrokken door de van beneden verlichte hals, die zich verbreedt in haar centraal doch ongekunsteld weergegeven decolleté. Ook in de overige delen van het werk valt op hoe de schilderes de schitterende glans van direct gereflecteerd natuurlijk licht weet weer te teven in de geest van haar grote voorbeeld. Ze toont zichzelf in de open lucht tegen een door wolken bewogen, doch rustige hemel, die met name in de kleurcompositie afgewogen contrasteert met de veelkleurige afbeelding van haarzelf, als schilderes. Meer dan Rubens, die een sterke nadruk legt op de boezem van zijn model, portretteert ze zich als een volledige, geëmancipeerde persoonlijkheid, niet gericht op een "mannelijk behagen".
Vigée-Le Brun schildert zichzelf als een charmante jongedame in een voor die tijd in ongewoon natuurlijke pose en verschijning. Ze draagt geen korset en ook geen pruik, hetgeen in de periode, zo kort voor de Franse Revolutie, hoogst ongebruikelijk was. Op haar wangen zit geen rouge en haar haren zijn niet gepoederd. Zelfverzekerd kijkt ze de toeschouwer aan, met indringende ogen, een kleine delicate neus en dunne lippen. De kleding, in een stijl die toen "a la grècque" werd genoemd, is modieus doch relatief eenvoudig, zonder barokke rekwisieten en draperingen. Ze draagt oorhangers met op haar hoofd een zwierige, met bloemen en struisvogelveer versierde strohoed, wat toen als artistiek gold. Palet en penselen duiden op haar beroep, dat toen voor vrouwen uitzonderlijk was.
De zachte, flatterende stijl is typerend voor Vigée-Le Brun. Hoe sentimenteel haar zelfportret naar hedendaagse begrippen ook mag lijken, in haar tijd gold het als vernieuwend en modern, vooral vanwege de natuurlijke eenvoud. Het anticipeerde op de neoklassieke portretten van Jacques-Louis David, die in de tijd van Napoleon de boventoon gingen voeren. Vigée-Le Brun, die haar belangrijkste opdrachtgeefsters vond onder de Franse aristocratie en in het bijzonder ook werkte voor Marie Antoinette, vluchtte zelf na de revolutie naar Wenen. Pas na de val van Napoleon in 1815 keerde ze naar Parijs terug.

## Galerij

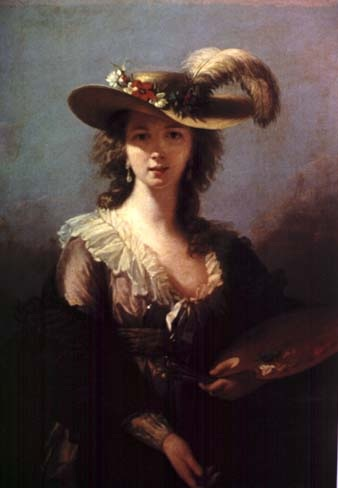
Eerste versie, 1782, privébezit, Zwitserland
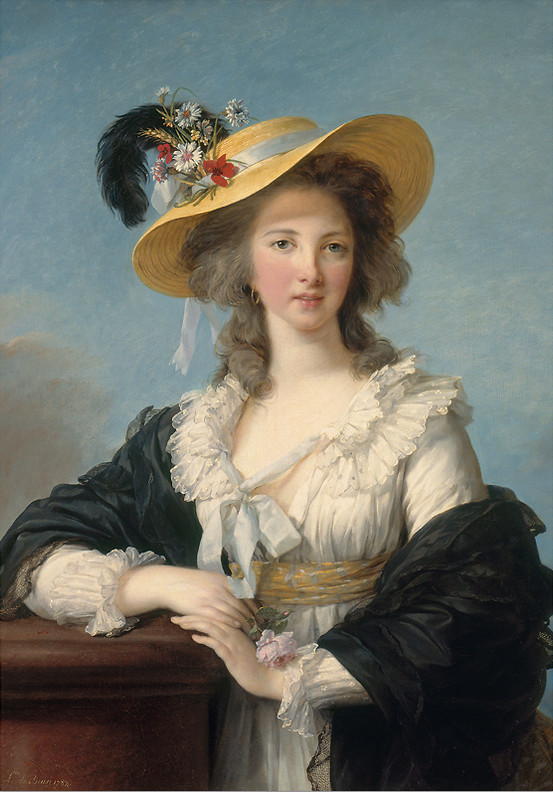
Portret van de hertogin van Polignac, circa 1782
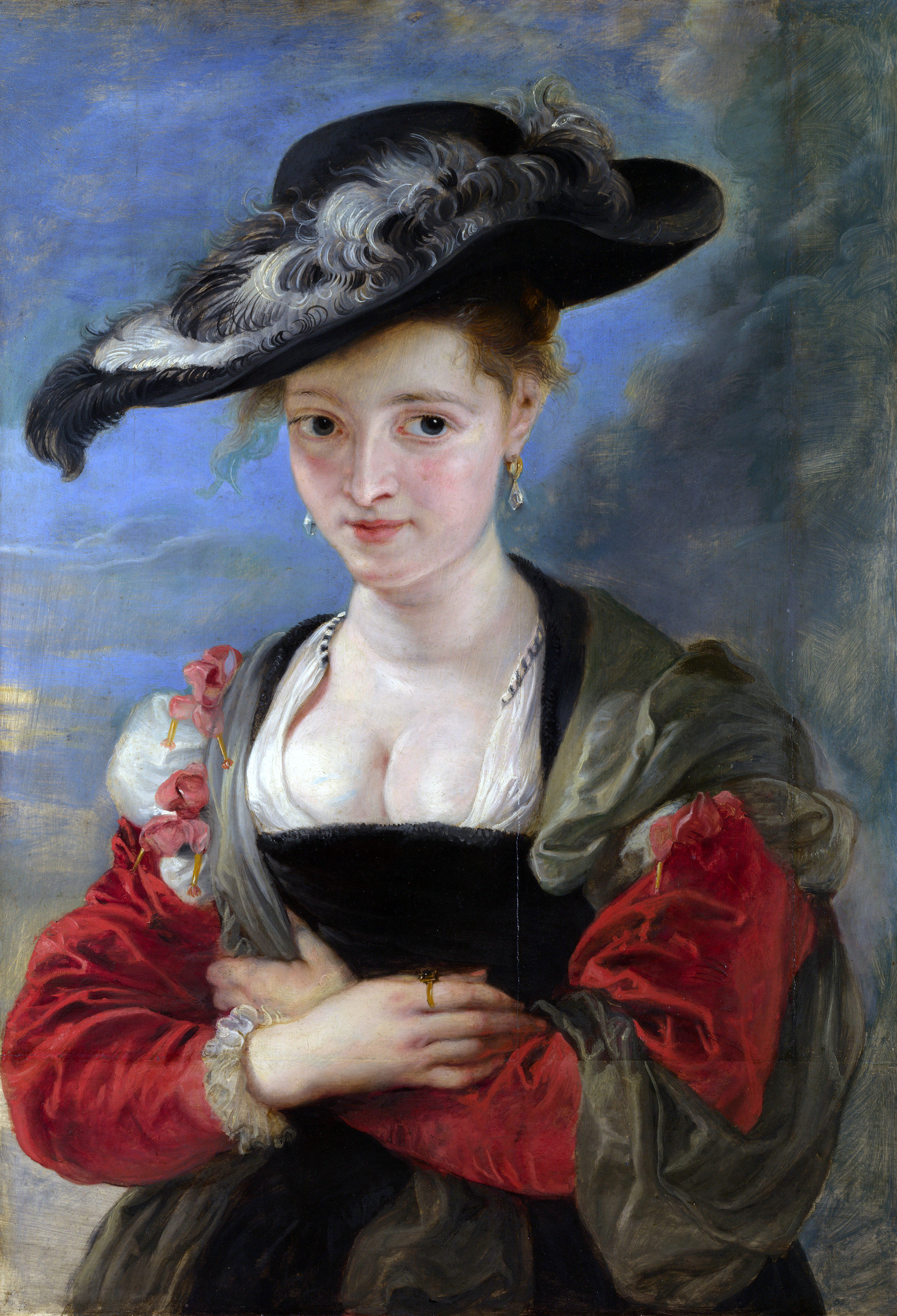
Rubens: Susanna Fourment met strohoed, 1622-1625